# Bernard Giély
Bernard Giély, né le 22 mai 1945 à Marseille, est un journaliste, écrivain et lexicographe français d'expression provençale.

## Biographie

### Carrière
Né à Marseille le 22 mai 1945, Bernard Henri Giély grandit chez ses grands-parents à Bellegarde. C'est auprès d'eux qu'il apprend le provençal, sa langue maternelle, tandis qu'il n'acquiert la connaissance du français qu'une fois à l'école.
Après l'École nationale des impôts, il exerce comme inspecteur à Paris puis Marseille, devenant notamment chef du centre départemental d'assiette des impôts des Bouches-du-Rhône.
D'abord membre du Roudelet felibren à Marseille, il fait partie en 1975 des créateurs du mouvement Parlaren, dont il devient président en 1981, et dont il anime l'organe mensuel Prouvènço dau !. Il est également à l'initiative du mouvement d'apposition de plaques signalétiques en provençal à l'entrée des communes, d'édition d'ouvrages pédagogiques, ainsi que de la création d'un centre de documentation à Bollène. Il démissionne de la présidence de Parlaren en 1991, envisageant alors de se présenter aux élections régionales de l'année suivante.
En 1987, il fonde son propre journal, Prouvènço d'aro, qui se veut la continuation de Prouvènço dau !, avec d'ailleurs la même périodicité,,.
En 1988, il est élu majoral du Félibrige, titulaire de la cigale du Var en remplacement de Jean Roche.
Il appartient au jury du grand prix littéraire de Provence, ainsi qu'à celui des grands jeux floraux du Félibrige.
Passionné de rock'n'roll, il s'est établi à Montmorin avec son épouse Huguette Giély (d).

### Engagements
En 1981, il contribue à la brochure collective Li jouine e Frederi Mistral, qui, éditée par le Félibrige et comprenant aussi des textes de Mireille Durand (d), Pierrette Bérengier, Pierre Fabre, Odyle Rio (d) et Pierre Zucchetti (d), défend un point de vue autonomiste. Voulant exprimer le rapport des auteurs à Frédéric Mistral, elle est critiquée par la revue L'Astrado pour son emploi du géonyme « Occitanie », ses « exagérations » supposées, et pour les fautes de langue qu'elle comporterait.
En 1995, il figure sur la liste conduite par Michèle Poncet-Ramade (d) dans le 4e secteur de Marseille aux municipales, mais n'est pas élu. En 2020, il est candidat dans le même secteur sur la liste Debout Marseille conduite par Christine Juste (d), comme représentant du Partit occitan, sans davantage de succès.

## Travaux

### Médias
En 1996, il fonde le Centre international de l'écrit en langue d'oc, qu'il préside jusque dans les années 2020. Avec notamment Patricia Dupuy et son épouse, il met en place une bibliothèque virtuelle regroupant nombre de documents écrits en langue d'oc, dont les linguistes Louise Esher (d) et Jean Sibille (d) jugent qu'il s'agit d'un travail « colossal ».

### Romans
Il décide de tenter l'écriture romanesque dans une démarche « militante », pour faire vivre le provençal en prose, jugé trop délaissé par les auteurs postérieurs.
Son premier roman Flour de camin (1988) présente un paysan cévenol qui, mobilisé durant la Grande Guerre, refuse de partir au front, et s'adonne à l'adultère avec une femme mariée. Il évoque également l'ostracisation de la langue d'oc et la difficulté de communiquer en français. Zéphirin Bosc salue déjà en Giély un « romancier affirmé ». Le Soir note que cette révélation est consacrée par plusieurs prix.
En 1990, il publie L'auro fugidisso dont l'action se déroule en Floride, et qui met en scène un félibre collaborationniste conduit à s'exiler après la Seconde Guerre mondiale, qui se fait passer pour détective privé, et est accusé à tort de meurtre. La lecture de ce « livre curieux » (Jean-Claude Serres) est recommandée par Jacques Taupiac. Pour Jean Fourié, il évoque « un film noir des années 40 ».
Lou Pavaioun de la tartugo paraît en 1993, dont Fourié estime qu'il est un « exemple éblouissant » de la modernisation du roman en langue d'oc, et l'œuvre d'un « maître ». Et de souligner que cette histoire qui se déroule au Vietnam reflète « son amour profond de la liberté » et « sa crainte devant des institutions comme l'Armée, l'Église, l'Administration ». Louant une « langue splendide », Le Soir se demande néanmoins pourquoi l'auteur « s'enferme dans la solitude de son vieux langage, refusant toute concession au français ».
En 1996, il publie en ligne une traduction de l'Apocalypse.
Fiò͘ de bos (1998) se déroule vers 1965 dans un village des environs de Sisteron, et voit le protagoniste, boulanger du village, enquêter sur la disparition de son père durant la guerre ; s'y entremêle une intrigue amoureuse entre un de ses jeunes apprentis et Clorinde, fille de Harki ; Jean-Marc Courbet y voit une œuvre « on ne peut plus réaliste ».
Lou Triounfle de Bèu-Caire évoque le Rhône. En 2022, Giély en est à son neuvième roman avec Trin d'espèr.
Il demeure l'un des rares romanciers en provençal,,,,.
Il a également publié en français en 2010 L'Inconnu de Maraysse,, traduction de son ouvrage L’Incouneigu de Maraisso paru en 2008.
Il assure n'avoir jamais « touché un sou » à la suite des ventes de ses romans.

### Grammaire et lexicographie
En 1996, il publie une première Grammaire du verbe provençal qui, comportant environ 700 pages, est louée pour sa « parfaite clarté » alliée à la « plus complète rigueur » par le linguiste Alain Barthélemy-Vigouroux (d), lequel note toutefois qu'elle demeure cantonnée au provençal rhodanien.
En 2006, il est à l'initiative du Conseil de l'écrit mistralien, émanation du Félibrige qui se fixe pour mission l'édition d'une version mise à jour du Trésor du Félibrige. Il appartient également au conseil linguistique du Congrès permanent de la langue occitane.

## Ouvrages

### Essais
- Lou Crid dóu cor, Marseille, Parlaren, 1985 (BNF 34966330)  — recueil d’articles et de discours.
- Jan Roche, lou beneditin dóu Mistralisme, Marseille, Prouvènço d'aro, 1989 (BNF 35019309)  — étude sur la vie et l’œuvre de Jean Roche.
- Lou Tresor di mot dins la boulenjarié, Berre-l'Étang, CIEL d’oc, 2011  (ISBN 2-911643-34-8)  — petit dictionnaire.
- Biais de dire en prouvençau, Berre, CIEL d'oc, 2020  (ISBN 978-2-911643-67-5).

### Romans
- Flour de camin, Marseille, Parlaren, 1988 (BNF 34947272) (lire en ligne)  — réédité en 1989, 1997 et 2018.
- L'Auro fugidisso, Marseille, Prouvènço d’aro, 1990 (BNF 35100050).
- Lou Pavaioun de la tartugo, Marseille, Prouvènço d'aro, 1993 (BNF 35580448) (lire en ligne).
- Fiò de bos, Marseille, Prouvènço d’aro, 1998  (ISBN 2-911643-03-8)  — réédité en 2018.
- L’Incouneigu de Maraisso, Marseille, Prouvènço d’aro, 2008  (ISBN 2-911643-25-9)  — une version francophone paraît à la même enseigne deux ans plus tard.[35]
- Engano en galèro, Marseille, Prouvènço d’aro, 2011  (ISBN 2-911643-35-6).
- L’Ouro dóu secrèt, Marseille, Prouvènço d’aro, 2016  (ISBN 2-911643-49-6).
- Lou Triounfle de Bèu-Caire, Marseille, Prouvènço d’aro, 2019  (ISBN 2-911643-63-1).
- Trin d'espèr, Marseille, Prouvènço d’aro, 2022  (ISBN 978-2-9574325-3-0).

### Biographies
- Dins li piado d’un pacan, Marseille, Prouvènço d’aro, 2001  (ISBN 2-911643-09-7)  — biographie de Baptiste Bonnet.
- Auzias Jouveau, lou libre de sa vido, Marseille, Prouvènço d’aro, 2017  (ISBN 978-2-911643-55-2)  — sur Elzéar Jouveau.
- Marius Bourrelly, lou felibre de la mar, Marseille, Prouvènço d’aro, 2020  (ISBN 978-2-9574325-0-9)  — à propos de Marius Bourrelly.

### Lexicographie et grammaire
- Grammaire du verbe provençal, Marseille, Prouvènço d'aro, 1990 (BNF 35825067)  — réédité en 1995 et 2005.
- La gramatico plan-planet (tous volumes parus chez CIEL d'oc) :
  - Li Letro dóu prouvençau’ I, 2011  (ISBN 2-911643-33-X) ;
  - L’article, loun noum e l’ajeitiéu qualificatiéu en prouvençau, II, 2012  (ISBN 2-911643-39-9) ;
  - D’ajeitiéu e de prounoum en prouvençau, III, 2015 ;
  - D’avèrbi, de prepousicioun e d’interjeicioun en prouvençau’, IV, 2018 ;
  - Dóu verbe en prouvençau, V, 2021  (ISBN 978-2-9574325-2-3), et VI, 2023  (ISBN 978-2-9574325-5-4).
- Leissique de gramatico e sciènci dóu lengage prouvençau, Berre, CIEL d’oc, 2019  (ISBN 978-2-911643-65-1).

## Prix
- Médaille de la Jeunesse et des Sports 1979.
- Prix Pétrarque de poésie provençale 1982[1].
- Prix Frédéric-Mistral 1988[12].
- Prix Bruno-Durand 1989[12].
- Grand prix littéraire de Provence 1989[12].
- Officier des Arts et Lettres (2002)[12].